# Оксифторид лантана(III)
Оксифторид лантана(III) — неорганическое соединение металла лантана, фтора и кислорода с формулой LaOF, бесцветные кристаллы.

## Получение
- Гидролиз фторида лантана(III) перегретым па́ром:

{\displaystyle {\mathsf {2LaF_{3}+H_{2}O\ {\xrightarrow {800^{o}C}}\ LaOF+2HF}}}
- Разложение кристаллогидрата фторида лантана при нагревании в вакууме:

{\displaystyle {\mathsf {2LaF_{3}\cdot 1/2H_{2}O\ {\xrightarrow {\tau ,900^{o}C}}\ LaOF+LaF_{3}+2HF}}}
- Спекание оксида лантана(III) с фторидом лантана в вакууме:

{\displaystyle {\mathsf {La_{2}O_{3}+LaF_{3}\ {\xrightarrow {900^{o}C}}\ 3LaOF}}}

## Физические свойства
Оксифторид лантана(III) образует бесцветные кристаллы
кубической сингонии, пространственная группа F m3m, параметры ячейки a = 0,5768 нм, Z = 4.
Есть данные о других кристаллических ячейках:
- тетрагональная сингония, параметры ячейки a = 0,4082 нм, c = 0,5825 нм;
- тригональная сингония, параметры ячейки a = 0,4053 нм, c = 2,021 нм, Z = 6.